# 2018 في ألبانيا
تحتوي هذه المقالة على أهم الأحداث التي شهدتها ألبانيا في 2018، إضافة إلى أهم الشخصيات الألبانية المتوفية في هذه السنة.

## الحكم
- رئيس الجمهورية: لير ميتا.
- رئيس الوزراء: إيدي راما.

## الأحداث

### فبراير
- 9 إلى 25 فبراير : مشاركة ألبانيا في منافسات الألعاب الأولمبية الشتوية 2018 في بيونغتشانغ في كوريا الجنوبية بوفد من رياضيين اثنين.[1]

### ديسمبر
- 4 ديسمبر : اندلاع الاحتجاجات الطلابية 2018-19.

## وفيات
- 11 أكتوبر – فاتوس آرابي، شاعر (مواليد 1930).[2]